# Červená (film)
Červená je český celovečerní dokumentární film režisérky Olgy Sommerové o světově známé operní pěvkyni a herečce Soně Červené. Dne 7. září 2017, u příležitosti 92. narozenin pěvkyně, jej uvedla do kin distribuční společnost Aerofilms. Předběžně byl promítán již 24. května v rámci hudebního festivalu Pražské jaro v pražském kině Lucerna. Česká televize jej pak uvedla v rámci festivalu Zlatá Praha 30. září 2017 na programu ČT art.

## Přijetí a ocenění
Mirka Spáčilová z MF DNES snímku udělila 60% hodnocení. Kristina Roháčková ze zpravodajského serveru iROZHLAS jej celkově hodnotila 80 procenty.
Dokument získal nejvyšší ocenění festivalu Zlatá Praha Grand Prix Golden Prague 2017 a v březnu 2018 byl oceněn Českým lvem pro nejlepší dokumentární film.